# Otair Nicoletti
Otair Nicoletti (Fernandópolis, 6 aprile 1962) è un vescovo cattolico brasiliano, dal 19 ottobre 2022 vescovo di Coxim.

## Biografia
Nasce a Fernandópolis, nell'omonima microregione e nella diocesi di Jales, il 6 aprile 1962.

### Formazione e ministero sacerdotale
Alunno del Seminário Maior Regional Maria Mãe da Igreja in Campo Grande, compie nella stessa città gli studi filosofici presso l'Universidade Católica Dom Bosco, dove si laurea nel 1989. Nel 1994, invece, consegue il baccellierato in teologia all'Instituto Teológico João Paulo II, dopo aver studiato anche al Centro Universitário de Maringá. Dopo ulteriori studi consegue, inoltre, la licenza in filosofia presso le Faculdades Unidas Católicas de Mato Grosso.
Il 18 giugno 1994 riceve l'ordinazione presbiterale per la diocesi di Dourados.
Nel corso del suo ministero svolge i seguenti incarichi:
- vicario parrocchiale della parrocchia di São Paulo Apóstolo in Ivinhema;
- vicario parrocchiale della parrocchia di Imaculado Coração de Maria in Nova Andradina;
- parroco della parrocchia del Divino Espírito Santo in Ponta Porã;
- parroco della parrocchia di Santa Teresinha in Dourados;
- parroco della parrocchia di Santo André in Dourados;
- parroco della parrocchia di Nossa Senhora Aparecida in Novo Horizonte do Sul;
- parroco della parrocchia di São Pedro in Dourados;
- rettore del santuario diocesano di Nossa Senhora Aparecida in Dourados;
- rettore del seminario Sagrado Coração de Jesus in Dourados;
- coordinatore dell'animazione vocazionale della diocesi di Dourados;
- rappresentante diocesano del clero;
- direttore spirituale dei diaconi permanenti della diocesi di Dourados;
- presidente della Caritas diocesana.

Fino alla nomina episcopale è, presso la diocesi di Dourados, vicario generale, rettore del seminario diocesano, membro del consiglio presbiterale, del collegio dei consultori, del consiglio diocesano per gli affari economici, della coordinazione diocesana di pastorale e della coordinazione della struttura diocesana per il recupero di tossicodipendenti chimici.

### Ministero episcopale
Il 19 ottobre 2022 papa Francesco lo nomina vescovo di Coxim; succede ad Antonino Migliore, dimessosi per raggiunti limiti di età. Riceve l'ordinazione episcopale nella cattedrale di Dourados il 10 dicembre seguente dal suo predecessore, co-consacranti Dimas Lara Barbosa, arcivescovo metropolita di Campo Grande, ed Henrique Aparecido de Lima, vescovo di Dourados. Il 7 gennaio 2023 prende possesso della diocesi.

## Genealogia episcopale
La genealogia episcopale è:
- Cardinale Scipione Rebiba
- Cardinale Giulio Antonio Santori
- Cardinale Girolamo Bernerio
- Arcivescovo Galeazzo Sanvitale
- Cardinale Ludovico Ludovisi
- Cardinale Luigi Caetani
- Cardinale Ulderico Carpegna
- Cardinale Paluzzo Paluzzi Altieri degli Albertoni
- Papa Benedetto XIII
- Papa Benedetto XIV
- Papa Clemente XIII
- Cardinale Bernardino Giraud
- Cardinale Alessandro Mattei
- Cardinale Pietro Francesco Galleffi
- Cardinale Giacomo Filippo Fransoni
- Cardinale Carlo Sacconi
- Cardinale Edward Henry Howard
- Cardinale Mariano Rampolla del Tindaro
- Cardinale Rafael Merry del Val
- Arcivescovo Duarte Leopoldo e Silva
- Arcivescovo Paulo de Tarso Campos
- Cardinale Agnelo Rossi
- Cardinale Lucas Moreira Neves, O.P.
- Vescovo Antonino Migliore
- Vescovo Otair Nicoletti